# Isländischer Film
Die Isländische Filmgeschichte ist geprägt durch einen späten internationalen Durchbruch ab 1980 durch Ágúst Guðmundssons Debütfilm Land und Söhne (Land og synir) und nimmt gegenüber der nationalen Literatur oder Bildenden Kunst eine eher untergeordnete Rolle ein. Nach ersten Filmerzeugnissen zu Anfang des 20. Jahrhunderts hatte sich gegen Mitte des Jahrhunderts eine Art „Filmfrühling“ entwickelt, der gegen Ende der 1970er Jahre im ersten Filmfestival und der Gründung einer Filmförderungsanstalt gipfelte.
Auf den Durchbruch folgte Mitte der 1980er Jahre eine Rezession der isländischen Filmkultur. Nach Gegensteuern der Regierung schufen Children of Nature – Eine Reise (Börn náttúrunnar, 1991) von Friðrik Þór Friðriksson und 101 Reykjavík (2000) von Baltasar Kormákur ein neues Selbstbewusstsein im isländischen Film. International bedeutsam waren vor allem die Wikingerverfilmungen von Hrafn Gunnlaugsson ab Mitte der 1980er Jahre.

## Isländische Filmgeschichte

### Erste Filme
Als der Kaufmann Glafur Johnson 1904 eine Filmfirma gründete, begann mit den wohl ersten isländischen Dokumentarfilmen die isländische Filmgeschichte. Zwei Jahre später eröffnete der dänische Kameramann Alfred Lind das erste Kino in Reykjavík und Peter Petersen drehte seine ersten Filme über aktuelle Ereignisse. Fünf Jahre nachdem das „Neue Kino“ (Nýja Bíó) in der Hauptstadt seine Tore öffnete, vermittelte der Stummfilm Berg-Ejvind och hans hustru (Berg-Eyvind und sein Weib) im Jahr 1918 erstmals isländisches Kulturgut auf internationaler Ebene. Der vom schwedischen Regisseur Victor Sjöström nach einer Vorlage des isländischen Dramatikers Jóhann Sigurjónsson realisierte Film hätte eigentlich auf Island gedreht werden sollen, was nur am Ersten Weltkrieg scheiterte.
1919 reiste ein dänisches Filmteam der Filmgesellschaft Nordisk Film nach Island, um den Roman Geschichte der Borgfamilie (Borgslægtens historie) mit Guðmundur Þorsteinsson zu verfilmen. Der Film gilt als Ursprung des isländischen Filmschaffens, hauptsächlich weil dort Óskar Gíslason mitwirkte, der später als Filmpionier die Entwicklung des isländischen Films wesentlich beeinflussen sollte. Nachdem 1922 der Engländer A. E. Coleby seinen Film The Prodigal Son in Island drehte, kam ein Jahr später erneut ein Filmteam nach Island. Verfilmt wurde Guðmundur Kambans Liebesmelodram Hadda Padda mit der dänischen Starschauspielerin Clara Pontoppidan in der Hauptrolle. 1923 starteten Die Abenteuer von Jón und Gvendur (Ævintýri Jóns og Gvendar), ein Kurzfilm nach US-amerikanischen Comedy-Vorbild von Loftur Guðmundsson, der als kurzer Vorfilm im „Neuen Kino“ in Reykjavík gezeigt wurde. Für dieses Kino produzierte Loftur außerdem zwei Jahre später den ersten abendfüllenden isländischen Dokumentarfilm, Island im Film (Ísland í lifandi myndum), und 1926 eine Reportage über den Staatsbesuch des dänischen Monarchen Christian X., Konungskoman.

### Isländischer „Filmfrühling“
Den Startpunkt einer isländischen Filmkultur markierte ab 1948 Óskar Gíslason mit zahlreichen Filmen. Óskars Reportage Die Rettungstat vom Latraberg (Björgunarafrekið við Látrabjarg, 1949) erreichte sogar die deutschen Kinos, während Loftur Guðmundsson mit dem Heimatfilm Zwischen Berg und Strand (Milli fjalls og fjöru) im selben Jahr den ersten isländischen Tonfilm veröffentlicht hatte. Óskar zeigte 1950 seinen ersten Spielfilm, den Märchenfilm Das letzte Gehöft im Tal (Síðasti bærinn í dalnum), in dem isländische Volkssagen aufgegriffen werden. Nachdem Loftur 1951 in Deportiert (Niðurestningurinn) die Not der Armen in einem Dorf während des 19. Jahrhunderts inszeniert hatte, starb er 1952.
Óskar produzierte 1951 Die Bakka-Brüder in Reykjavík (Reykjavíkurævintýri Bakkabræðra), eine Filmkomödie im Stil der Marx Brothers, die von drei naiven Brüdern und ihren Abenteuern erzählt. Er blieb während der gesamten 1950er Jahre aktiv und drehte die Filme Die Zauberflasche (Töfraflaskan, 1951), nach der Geschichte eines Flaschenteufelchens, und das Drama Die Gier (Ágirnd, 1952), nach einem Theaterstück von Svöla Jóhannesdóttir. Zusätzlich verarbeitete Óskar in seinem Film Neue Rolle (Nýtt hlutverk, 1954) eine Novelle von Vilhjálm S. Vilhjálmsson, in der es um den Alltag alter Menschen geht. Abgesehen von den zwei Kurzfilmen von Ásgeir Long, Mond, Mond, nimm mich (Tunglið, tunglið, taktu mig, 1955) und Gilitrutt, endete zu dieser Zeit der isländische „Filmfrühling“.
Zwar konnte sich die 1949 gegründete Filmproduktionsfirma Edda-Film von Gúdlaugur Rosinkranz an einigen Produktionen beteiligen, darunter 1954 an der Verfilmung von Halldór Laxness’ Roman Salka Valka (1954), an 79 af stöðinni (1962, dt.: 79 von der Basis) und an Hagbard und Signe (Den røde kappe, 1967), der auch in deutschen Kinos zu sehen war, doch eine funktionierende Filmförderung kam in diesen Jahren nicht zustande. Zudem waren die Rollen dieser Filme überwiegend international besetzt, obgleich die Filme auf Island gedreht wurden. Außerhalb Islands wurden lediglich die Dokumentarfilme von Ósvaldur Knudsen bekannt, dessen Filme über die Insel bei zahlreichen Festivals ausgezeichnet wurden, darunter Geburt einer Insel (Surtur fer Sunnan, 1964) und Feuer auf Heimaey (Eldur í Heimaey, 1974).
Im Herbst 1966 ging das isländische Fernsehen auf Sendung und die nationalen Filmschaffenden schlossen sich zum isländischen Filmproduzentenverein Félag kvikmyndagerðarmanna zusammen, doch weitere Impulse blieben zunächst aus. Das Fernsehen sollte zumindest einigen späteren Filmemachern das Handwerk lehren. Viele andere lernten jedoch an Filmschulen überall in Europa. Mit der Zeit entstanden vermehrt große Fernsehproduktionen wie die zweiteilige NDR-Produktion Das Fischkonzert (Brekkukotsannál, 1972) von Rolf Hädrich. Im selben Jahr begann der isländische Kulturrat, Zuschüsse an einzelne Filmemacher zu vergeben, mit denen etwa Reynir Oddson 1977 das Familiendrama Geschichte eines Mordes (Morðsaga) verwirklichen konnte.
Im Sommer 1978 fand in Reykjavík das erste Filmfestival statt, das von nun an jedes Jahr durchgeführt wurde. Im Rahmen des Kunstfestivals Listahátíð í Reykjavík wurden damals die mit Fördermitteln realisierten Filme Der Bauer (Bóndi), ein Dokumentarfilm von Þorsteinn Jónsson, und Lilie (Lija), ein Kurzfilm von Hrafn Gunnlaugsson, ausgezeichnet. Während des zehntägigen Festivals wurde vom damaligen Kulturminister Vilhjálmur Hjálmarsson angekündigt, im kommenden Jahr das Filmarchiv Kvikmyndasafn Íslands und die Filmförderungsanstalt Kvikmyndasjóður Íslands einzurichten.

### Durchbruch
Ab dem Jahr 1980 erschien Island auf der skandinavischen Filmbühne und wenig später auch in der europäischen Filmlandschaft. Mit Ágúst Guðmundssons Debütfilm Land und Söhne (Land og synir, 1980), der vom neu gegründeten Filmfonds gefördert wurde, sahen Filmhistoriker das „notwendige Durchgangsstadium in der Entwicklung der Filmkunst“ als beendet. Der Film, der von Verstädterung im Rahmen einer Liebesgeschichte erzählt, wurde von zahlreichen internationalen TV-Stationen ausgestrahlt und erhielt einige Festivalauszeichnungen. In Island sahen den Film beinahe so viele Menschen, wie das Land erwachsene Einwohner hatte. Das Thema „Landflucht“ sprach die Leute emotional an; es gehörte zur „gesellschaftlichen Realität“.
Nun, da viele Filmschaffende – wie auch Ágúst – von den Filmhochschulen Europas zurückkehrten, entwickelte sich plötzlich eine nationale Filmkultur. Es entstanden weitere Filme, die auch international Beachtung fanden. Darunter der Kinderfilm Punkt, Punkt, Komma, Strich (Punktur punktur komma strik, 1980) von Þorsteinn Jónsson und das Spielfilm-Debüt Vätererbe (Óðal feðranna, 1980) von Hrafn Gunnlaugsson. Der erste Filmförderungsetat betrug damals knapp über 153.000 Euro und musste auf etliche Filme verteilt werden. Für einen durchschnittlichen Film reichte das Geld für nur etwa zehn Prozent der Produktionskosten, Regisseure und Produzenten produzierten mit hohen finanziellen Risiken. Doch sie produzierten in isländischer Sprache und fanden großen Zuspruch. In den einheimischen Kinos waren bis dahin nur fremdsprachige Filme gelaufen, für die neuen Filme in Landessprache zahlte Islands Bevölkerung doppelte Eintrittspreise. Kein Film dieser Zeit hatte weniger als 60.000 Zuschauer.
Unterstützt wurden die Filmemacher auch vom isländischen Fernsehen, das die Besucherzahlen in den Kinos zeitweilen stark beeinflusst hatte. So lief in dieser Zeit keiner der Filme im Fernsehen, sodass die Zahl der Kinogänger bis 1981 auf 2,5 Millionen anstieg (1970: 900.00). Dadurch konnten die Filme ihre Produktionskosten bereits in Island wieder einspielen. Favoriten bei der Themenwahl waren immer wieder Literaturverfilmungen und später alte Sagas und Wikingergeschichten.
Während die ersten international beachteten Filme mit vergleichsweise geringem Budget verwirklicht wurden, hatte der 1981 veröffentlichte Film Die Gisli Saga (Útlaginn) von Ágúst bereits einen Etat von mehr als einer Million Euro. Der Film über die Gísla saga zeigt den mittelalterlichen Lebensalltag und konnte weder seine Produktionskosten wieder einspielen, noch die ambitionierten Erwartungen einer Oscar-Nominierung erfüllen.
In dieser Blüte der Verfilmungen der Isländersagas sollte sich vor allem Hrafn Gunnlaugsson hervortun, der sich von den literarischen Vorlagen löste und seine eigenen Drehbücher schrieb. 1984 veröffentlichte er den Wikingerfilm Der Flug des Raben (Hrafninn flýgur) nach eigenem Drehbuch. Der Film lief in einer Sondervorführung 1984 als erster isländischer Beitrag auf der Berlinale. 1988 folgte Der Schatten des Raben (Í skugga hrafnsins), der wieder isländische Sagas bemüht, jedoch auch altgriechische Tragödien und Anleihen aus Tristan und Isolde verarbeitet.

### Rezession
Ab Mitte der 1980er Jahre gingen die Besucherzahlen in den Kinos drastisch zurück; ein gut laufender Film konnte nun nicht mit mehr als 35.000 Zuschauern rechnen. Nach dem plötzlichen Beginn reichte der Zulauf des isländischen Publikums nicht mehr aus, um die Filmkosten wieder einzuspielen. Zwar waren die Isländer bereit gewesen, die isländischen Filme mit teilweise dreifachen Eintrittspreisen zu unterstützen, doch konnte niemand erwarten, dass „jedes Mal etwa ein Viertel der Bevölkerung ins Kino rennt, um einen einheimischen Film zu sehen“. Einige Regisseure retteten sich in internationale Co-Produktionen, liefen dabei jedoch Gefahr, ihre Handschrift zu verlieren. Viele Filmschaffende arbeiteten nebenberuflich als Kameramann, Filmeditor oder beim Fernsehen. Auch letzteres, stets dankbarer Abnehmer für einheimische Produktionen und verantwortlich für Filmproduktionsaufträge, konnte keine Impulse geben.
Die Regierung musste nach 1979 ein zweites Mal eingreifen. Im Sinne der Regierungsdirektive, den wachsenden Einfluss US-amerikanischer Medienerzeugnisse auf die isländische Sprache und Kultur zu begrenzen, wurde 1984 ein neues Filmgesetz verabschiedet. Nun wurden sämtliche Steuereinnahmen aus den Kinokartenverkäufen an die Filmförderungsanstalt übertragen. Resultierende Mehreinnahmen von 26 Millionen Island-Kronen (etwa 660.000 Euro) konnte der Fonds jedoch wegen der Wirtschaftskrise dieser Jahre erst 1986 verbuchen. 1984 war mit Þorsteinn Jónssons Atomstation (Atómstöðin) Islands erster Beitrag bei den Internationalen Filmfestspielen von Cannes (in der Parallelveranstaltung La Quinzaine des Réalisateurs) erschienen. Der Film war beim Publikum ein Flop, doch international beachtet wegen „seines eindeutigen Bekenntnisses gegen Aufrüstung und Krieg in der Zeit des NATO-Doppelbeschlusses“.
1986 startete der erste isländische Privatsender Stöð 2. Zusammen mit der Entwicklung, dass immer mehr Videorekorder in den Wohnzimmern Einzug hielten, sorgte das erneut für einen Rückgang der Besucherzahlen in den Kinos. Wieder musste die Regierung gegensteuern. Sie unterstützt den Filmfonds seit 1987 mit etwa 1,5 Millionen Euro jährlich, sodass sich in den Jahren 1988 (1,3 Millionen Zuschauer) und 1989 (zwei Millionen) die Zahl der Kinobesucher wieder etwas erholen konnte. Seit 1990 beteiligt sich Island am Nordischen Film- und Fernsehfonds; Filmförderungsanstalt und Filmarchiv wurden als eine Art Filminstitut unter gemeinsame Leitung gestellt.

### Gegenwart

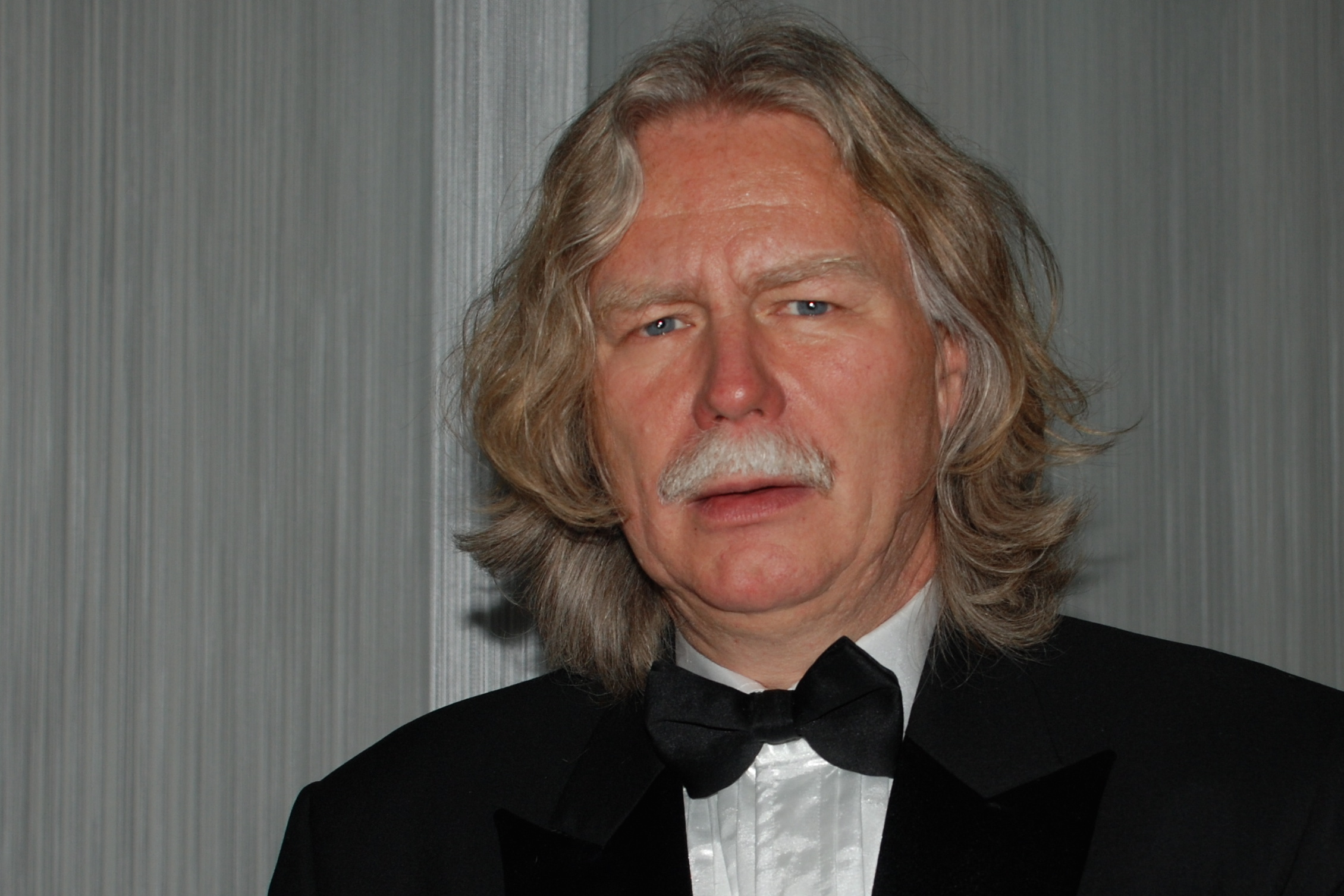
Friðrik Þór Friðriksson, 2007

1991 brachte Friðrik Þór Friðriksson seinen zweiten Spielfilm Children of Nature – Eine Reise (Börn náttúrunnar) heraus, der die höchste jemals in Island vergebene Fördersumme erhielt. Dieses „Roadmovie über ältere Menschen“, wie Friðriksson es selbst formulierte, wurde 1992 für einen Oscar nominiert.
Ab 1992 stieg die Zahl der isländischen Filme bedeutend an. Bemerkenswert dabei ist, dass viele der Filme von bis dahin unbekannten Regisseuren stammen, darunter Ingaló von Ásdís Thoroddsen, Sódóma Reykjavík von Óskar Jónasson und Tapete (Veggfóður: Erótísk ástarsaga) von Júlíus Kemp (alle 1992). Verantwortlich für den Anstieg ist neben neuen Regisseuren neue digitale Technik. Sie verbilligte und vereinfachte sowohl die Dreharbeiten als auch die Nachbearbeitung der Filme. Die isländischen Filmschaffenden gewannen durch den Erfolg von Children of Nature – Eine Reise zwar neues Selbstbewusstsein, doch die Wiederbelebung des isländischen Films nach der Rezession sollte nicht vor 2000 erfolgen.

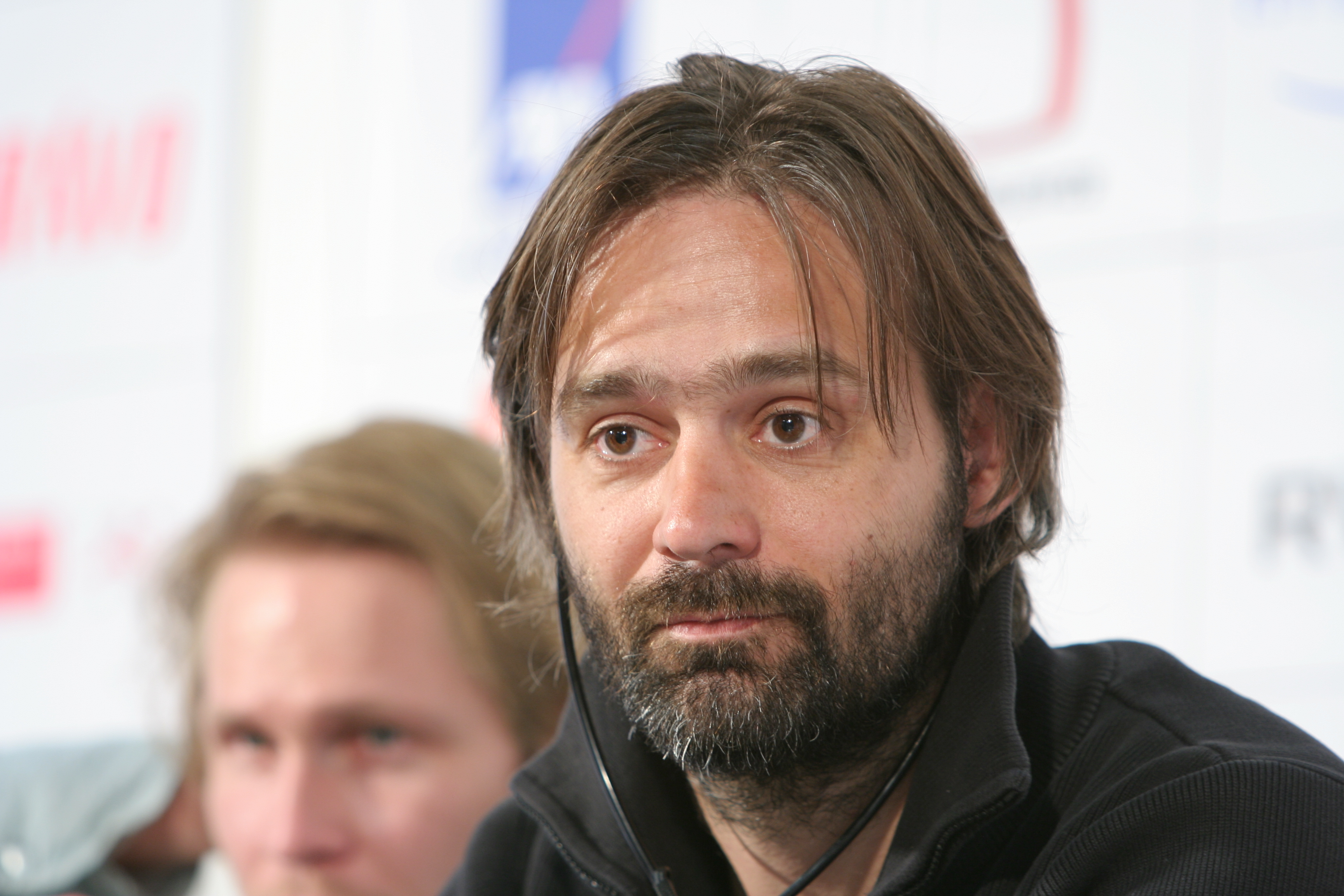
Baltasar Kormákur, 2007

Seit 1999 wird in Island der Film- und Fernseh-Award Edda von der Isländischen Film- und Fernsehakademie Íslenska kvikmynda- og sjónvarpsakademían verliehen. Kritiker hinterfragten ob der überschaubaren Anzahl an jährlichen Filmproduktionen die Attraktivität des Preises, der zudem nur alle zwei Jahre vergeben wird. Kurze Zeit später erschienen zwei Filme, die Island zurück auf die internationalen Filmbühne bringen sollten. 1999 setzte die schwedisch-isländische Koproduktion Tsatsiki – Tintenfische und erste Küsse (Tsatsiki, morsan och polisen) mit zahlreichen Auszeichnungen ein erstes Zeichen. 2000 erschien 101 Reykjavík von Baltasar Kormákur und erhielt international Anerkennung und Auszeichnungen, darunter in Toronto und Locarno.
2001 wurde das isländische Filmzentrum Kvikmyndamiðstöð Íslands gegründet und beaufsichtigt zusammen mit dem siebenköpfigen Filmrat Kvikmyndaráð Íslands die Vergabe von Stipendien für die Produktion von Film- und Fernsehfilmen. Es entstanden in den nächsten Jahren mehr Filme als im gesamten vergangenen Jahrzehnt zusammen. Dabei wurden Produktionen mit dem Ziel internationaler Vermarktung zum Regelfall. An den isländischen Kinokassen waren die Filme kaum gefragt. Isländische Produktionsfirmen boten sich nun auch vermehrt internationalen Produzenten an, sodass etwa Simon Wests 2001 erschienener Abenteuerfilm Lara Croft: Tomb Raider zum Teil auf Island gedreht wurde. Um diese Möglichkeiten noch weiter auszuschöpfen, kündigte der Stadtrat von Reykjavík im Herbst 2006 eine Kampagne an, mit der Island als Drehort noch attraktiver werden sollte.
Hierzu wurde ein Komitee mit Vertretern der Stadt Reykjavík, isländischen Filmunternehmen, des isländischen Filmzentrums und des Filmfestivals von Reykjavík gegründet, welches bis zum Juli 2007 Vorschläge zum Thema präsentieren sollte. Mitte November 2006 unterzeichnete die damalige Bildungs- und Kulturministerin Þorgerður Katrín Gunnarsdóttir eine Abmachung zwischen dem isländischen Staat und der Gewerkschaft der Filmschaffenden. In dieser Vereinbarung wurde das Ziel ausgedrückt, pro Jahr mindestens vier isländische Kinofilme zu produzieren. Die Stipendien des Filmfonds sollten von 40 auf 50 Prozent und insgesamt die staatlichen Beiträge von drei Millionen im Jahr 2006 auf 5,6 Millionen Euro im Jahr 2010 erhöht werden.